# Tuscarawas County
Tuscarawas County er et county i den amerikanske delstat Ohio.  

## Demografi
Gennemsnitsindkomsten for en husstand var $35.489 årligt, mens gennemsnitsindkomsten for en familie var på $41.677. årligt.